# ABC analýza
ABC analýza vychází z Paretova pravidla, které našlo uplatnění v mnoha různých oblastech, zejména ve výrobě a službách, při zajišťování kvality/jakosti, ekonomii, managementu, marketingu, psychologii či sociologii. Pravidlo může vypadat například následujícím způsobem:
- 80 % zisku vytváří 20 % produktů
- 80 % skladových zásob má 20% podíl na celkové době obratu zásob
- 20 % činnosti přináší 80 % zisku
- 20 % vašich přátel stojí za 80 % vašeho zájmu
- 80 % zmetků ve výrobě způsobuje 20 % příčin
- 80 % odpočinku vám přinese prvních 20 % dovolené
- 80 % znalostí jsme získali za prvních 20 % vynaloženého času, apod.

Paretovo pravidlo samo o sobě ale není až tak důležité. Je jistě dobré vědět, od kterých zákazníků máte například 80 % svých tržeb, ale zbylých 20 % není rozhodně objem financí, který byste si mohli dovolit jen tak zanedbat. Může to být třeba jen proto, že některé zakázky mohou být nárazově většího objemu a nemusí se pravidelně opakovat. Proto se Paretovo pravidlo v praktickém využití rozvinulo v tzv. Paretovu (ABC) analýzu, zejména v logistice nazývanou jako ABC analýzu. Tato analýza pracuje s kategorizací významu jednotlivých položek trochu detailněji. 

## Princip ABC analýzy
ABC analýza spočívá v rozdělení položek do tří kategorií, podle jejich procentuálního podílu na celkové hodnotě zvoleného parametru. Pokud například chceme analyzovat výrobní program podniku, tak zjistíme, že 75 % ročního obratu tvoří jen malá skupina výrobků (např. 10 %) a na druhé straně existuje rozsáhlá skupina výrobků (např. 70 %), která se však na celkovém obratu firmy podílí jen nepatrně (např. 10 %). Po tomto zanalyzování výrobního programu podniku, je možné obvykle rozdělit výrobky do tří základních skupin. V kategorii A jsou potom zařazeny ty jevy/zákazníci/produkty, které přináší zhruba oněch 75-80 % následků/tržeb. V kategorii B se pak ocitají ty jevy/zákazníci/produkty, které přinášejí zhruba dalších 10 až 15 % následků/tržeb a v kategorii C jsou zbývající. V logistice se někdy při hodnocení obrátkovosti skladových zásob objevuje i kategorie D, což jsou zásoby, které leží ve skladu déle než rok (tj. déle než trvá v mikroekonomii krátké období a také déle, než 1 hospodářský rok, což má i své účetní a daňové dopady).

### Významné výrobky
Významné výrobky s ohledem na obrat podniku (10 % výrobků, 75 % obratu). Do této skupiny zařadíme položky s největším podílem na obratu. Pro jejich nákup je potřebný detailní průzkum dodacích podmínek (kvalita, cena, dodací lhůta) pro každou položku zvlášť. Velikost potřeb je určovaná analyticky na základě výrobních plánů, kusovníků a norem spotřeby materiálu. Objednávání je realizované v kratších časových intervalech. I nepatrné snížení stavu zásob má výrazný dopad na snížení nákladů na skladování.

### Méně významné výrobky
Méně "významné" výrobky (20 % výrobků, 15 % obratu). Patří sem položky se střední výší obratu. Pozornost věnovaná těmto materiálům je obvykle orientovaná na jednotlivé materiálové skupiny (ne na jednotlivé druhy materiálů). Velikost potřeb může být určovaná i analyticky, ale většinou postačuje statistický odhad. Při řízení zásob jsou objednávány v delších objednávkových cyklech, protože zvýšení průměrné úrovně zásob u této skupiny položek nemá tak výrazný vliv na výši skladovacích nákladů jako u položek skupiny A.

### Nevýznamné výrobky
C - "nevýznamné" výrobky (70 % výrobků, 10 % obratu). Do této skupiny patří nízkoobrátkové položky, které jsou zajišťovány vždy až na základě přímých požadavků.

## Cíl ABC analýzy
Cílem této analýzy je identifikovat skupinu prvků, které jsou podstatné pro celkový výsledek podnikání, to znamená dozvědět se, které produkty firmě přinášejí nejvíce či nejméně peněz. Používá se ve firmách, které pracují s velkým souborem prvků (tj. produktů či zákazníků) a je třeba určit tu skupinu prvků, která sice představuje menšinu, ale pro výsledek podnikání má obrovský význam a zároveň většinu prvků, která má na výsledek hospodaření minimální vliv. Z pohledu firmy tak lze jednoduše identifikovat klíčové zákazníky a přizpůsobit jim firemní strategii i nabídku.

## Využití ABC analýzy
Při projektování výrobního systému je ABC analýza jednou z úvodních. Ve firmě se k ní přistupuje zpravidla tehdy, pokud jsou aktuální následující situace:
- Změna organizační struktury
- Snížení zásob
- Snížení výrobních nákladů
- Změna systému distribuční logistiky
- Změna systému řízení
- Zvýšení kvality atd.

Při klasifikaci položek podle metody ABC by se měl použít následující postup:
1. Zvolit parametr, který nejlépe vystihuje podstatu sledovaného problému
2. Vypočítat procentuální podíl každého prvku na celkové hodnotě parametru a na celkovém počtu prvků
3. Seřadit prvky vzestupně podle procentuálního podílu na sledovaném parametru
4. Sestavit graf v souřadnicích „% podíl na celkovém počtu prvků - % podíl na celkové hodnotě parametru"
5. Rozdělit položky do skupin A, B, C podle následujícího pravidla